# Phillip Island Grand Prix Circuit
Phillip Island Grand Prix Circuit är en racerbana på Phillip Island, Victoria, Australien. Banan är 4445 meter lång och körs moturs. Den har 7 vänstersvängar, 5 högersvängar och en största höjdskillnad på hela 57 meter. Australiens MotoGP körs på banan.

## Historia
Sedan 1926 har racing ägt rum på Phillip Island. Det året hölls det första 100 mile race på avspärrade allmänna vägar som bildade en rektangulär bana.
Den första banan lades ut 1928 och gick upp och ner på dammiga grusvägar med snäva kurvor runt flygbasen på Phillip Island. På den banan hölls tävlingar fram till 1935.
År 1956 invigdes en ny bana cirka 2 km från den gamla. Racing pågick här fram till 1962 då den måste stängas av ekonomiska skäl. Racingen flyttade till Mount Panorama Motor Racing Circuit vid Bathurst. Verksamheten drogs igång igen i mitten av 1960-talet men somnade in i mitten av 1970-talet.
Banan byggdes om under andra hälften av 1980-talet och till Säsongen 1989 kom Grand Prix-cirkusen i roadracing till banan. Första Grand Prix-segern i 500GP-klassen togs av hemmaföraren Wayne Gardner. Superbike och viss bilracing körs också på banan.

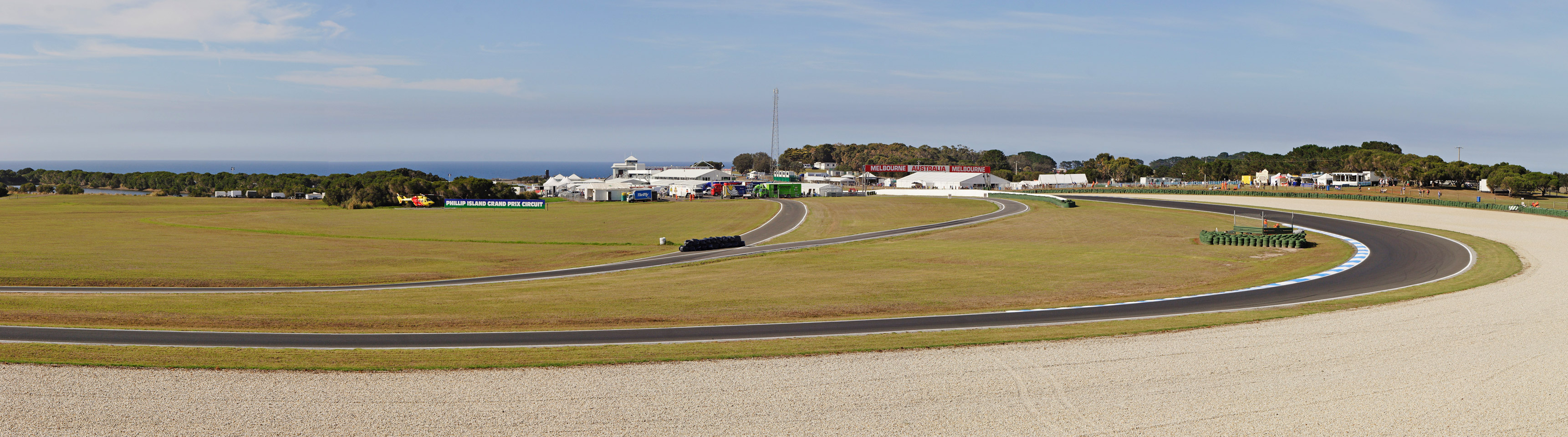
Phillip Island Grand Prix Circuit, kurva 12 med depån i bakgrunden